# Jeuxvideo.com
Jeuxvideo.com (от фр. jeux vidéo — «видеоигры») — французский сайт, посвящённый компьютерным играм, основанный в 1997 году.

## История

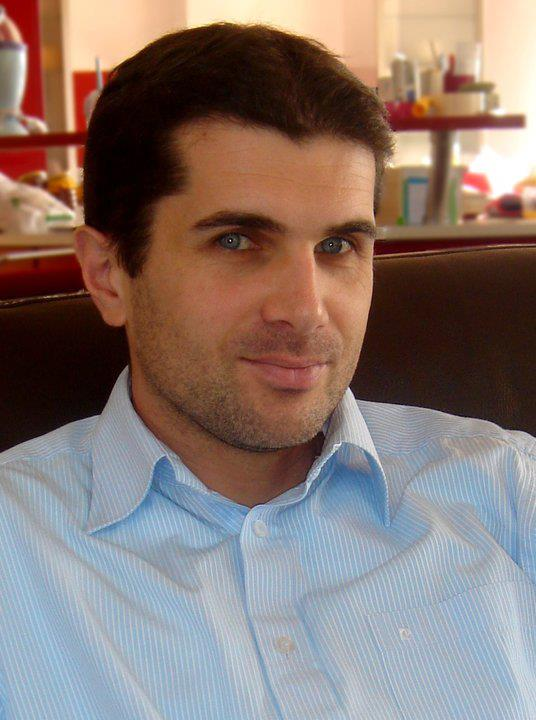
Себастьян Писсави, основатель сайта

Предшественником сайта был каталог подсказок к играм в Минители, созданный Себастьяном Писсави во время прохождения военной службы в 1995 году. С ростом популярности ресурса, Писсави перенёс проект на сайт Jeuxvideo.com в 1997 году. В 2000 году 80% доли сайта было выкуплено компанией Gameloft, однако сайт сохранил независимость, и Себастьян продолжал вести его самостоятельно, пока не ушёл из проекта в 2012 году. В 2006 году сайт был приобретён компанией HiMedia, которая далее в 2014 году продала его Webedia за 90 миллионов евро. Под руководством Webedia штаб-квартира сайта переехала в Париж, что привело к уходу нескольких сотрудников. В августе 2015 года сайт подвёргся хакерской атаке; администрация заверила, что утечки личной информации не произошло, однако всё равно посоветовала пользователям сменить пароль.

## Форумы
Помимо прочего, на Jeuxvideo.com располагаются форумы, которые нередко оказывались в центре скандалов и вызывали юридические проблемы. Поскольку на сайте действует лишь небольшой свод правил, царящая атмосфера нередко сравнивается с 4chan. Издания L’Obs и Le Monde критиковали форумы за высказывания ненависти и нетолерантности.